# Пфайфенбергер, Вернер
Ве́рнер Пфа́йфенбергер (нем. Werner Pfeifenberger; 23 октября 1941, Зальцбург — 13 мая 2000, Зальцбург) — австрийский политолог.
Первый конфликт возник в 1972 году, когда он приобрел в библиотеку колледжа ряд книг ультраправых авторов, в частности 8 книг пропагандиста НДПГ Эриха Керна. В 1985 году студенты обвинили Пфайфенбергера в поддержке режима апартеида в ЮАР.
В вышедшей в 1995 году статье о еврейском заговоре под названием «Интернационализм против национализма» утверждал, что «в 1933 году евреи объявили войну Германии».
В ответ появилась статья австрийского журналиста Карла Пфайфера (нем. Karl Pfeifer), в которой тот обвинил Пфайфенбергера в преуменьшении преступлений режима нацистов.
Профессор Пфайфенбергер обвинил журналиста в клевете, но проиграл дело в нескольких судебных инстанциях. И более того, дело привлекло внимание прокурора Вены, в феврале 2000 обвинившего Пфайфенбергера в нарушении закона о запрете нацистской деятельности (до 10 лет тюрьмы).
В университете Мюнстера, где преподавал Пфайфенбергер студенты потребовали отстранения его от преподавания. После того как Пфайфенбергер устроился в университет Бильфельд, там тоже прошла антифашистская акция с протестом против деятельности Пфайфенбергера.
После увольнения из второго университета и в преддверии суда Пфайфенбергер покончил с собой.
Австрийский католический еженедельник Zur Zeit после этого обвинил «еврейского журналиста Пфайфера» в преследовании «католического профессора Пфайфенбергера» и доведении до самоубийства. В ответ журналист начал судебный процесс против издания. В 2007 году Европейский суд по правам человека принял решение в пользу журналиста, обязав это издание выплатить ему 5 000 евро возмещения ущерба и 10 000 евро в счёт судебных издержек. Суд решил, что причинно-следственная связь между статьями Пфайфера и смертью Пфайфенбергера не установлена.